# 劉體智
劉體智（1879-1963）字晦之，晚號善齋老人，安徽廬江人。清四川總督劉秉璋第四子。劉體、劉體仁、劉體信之弟。

## 履歷
劉體智歷任清戶部郎中、大清銀行安徽總辦。娶大學士孫家鼐之女為妻，1896年完婚。後入李鴻章家私塾從美國人畢德格學英語。當時劉體智在孫家鼐、李鴻章、徐桐、瞿鴻機等親長輩處，對同光以降朝廷故實有十分的見聞。1919年任中國實業銀行上海分行經理，後升總經理，任職直至1935年。1962年獲聘上海文史館館員，直至去世。劉體智十分厭惡袁世凱、李慈銘等人物，對清廷抱有一定同情，但也不吝批判清末種種亂象，這在其筆記《異辭錄》中有體現。

## 學術
劉體智學問頗豐，有甲骨兩萬八千片，藏書二十萬卷，于金石學、訓詁音韻學等有深刻研究，師事朱孔彰。體智著述不倦，有《說文諧聲》《說文切韻》《說文類聚》《尚書傳箋》《禮記注疏》《元史會注》《異辭錄》等，刊行出版的則有《善齋吉金錄》《小校經閣金文拓本》等。